# Anthias
Genre
Anthias est un genre de poissons téléostéens de la famille des Serranidae.

## Liste des espèces
| Selon World Register of Marine Species (30 avril 2015) : - Anthias altus Smith, 1961 - Anthias anthias (Linnaeus, 1758) - Anthias asperilinguis Günther, 1859 - Anthias cyprinoides (Katayama & Amaoka, 1986) - Anthias filamentosus Cuvier & Valenciennes - Anthias helenensis Katayama & Amaoka, 1986 - Anthias menezesi Anderson & Heemstra, 1980 - Anthias nicholsi Firth, 1933 - Anthias noeli Anderson & Baldwin, 2000 - Anthias oculatus Cuvier & Valenciennes, 1828 - Anthias rasor - Anthias salmopunctatus Lubbock & Edwards, 1981 - Anthias tenuis Nichols, 1920 - Anthias woodsi Anderson & Heemstra, 1980 - Anthias zonatus Cuvier & Valenciennes | Selon FishBase (30 avril 2015) : - Anthias anthias (Linnaeus, 1758) - Anthias asperilinguis Günther, 1859 - Anthias cyprinoides (Katayama & Amaoka, 1986) - Anthias helenensis Katayama & Amaoka, 1986 - Anthias menezesi Anderson & Heemstra, 1980 - Anthias nicholsi Firth, 1933 - Anthias noeli Anderson & Baldwin, 2000 - Anthias salmopunctatus Lubbock & Edwards, 1981 - Anthias woodsi Anderson & Heemstra, 1980 |

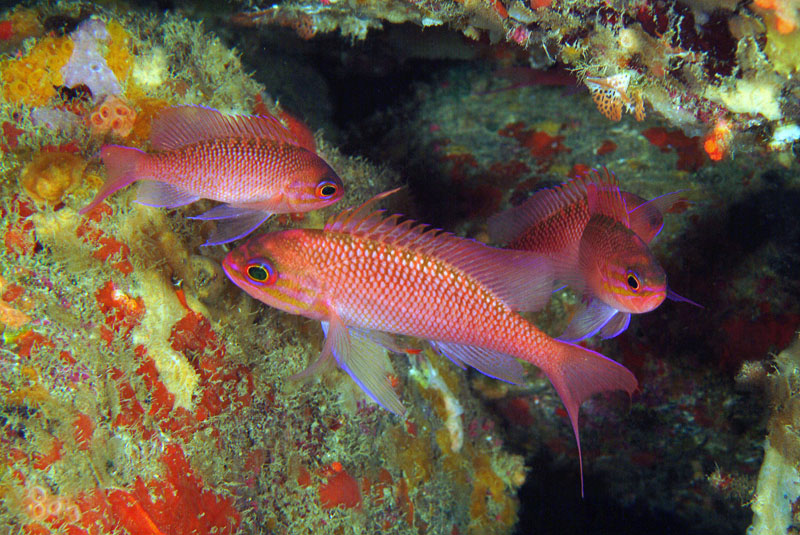
Anthias anthias
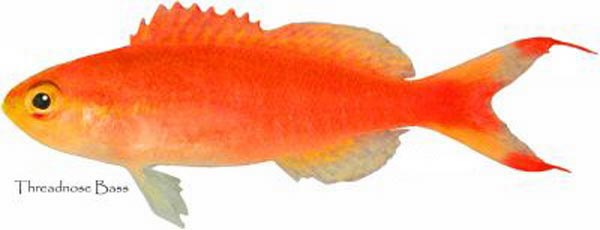
Anthias tenuis
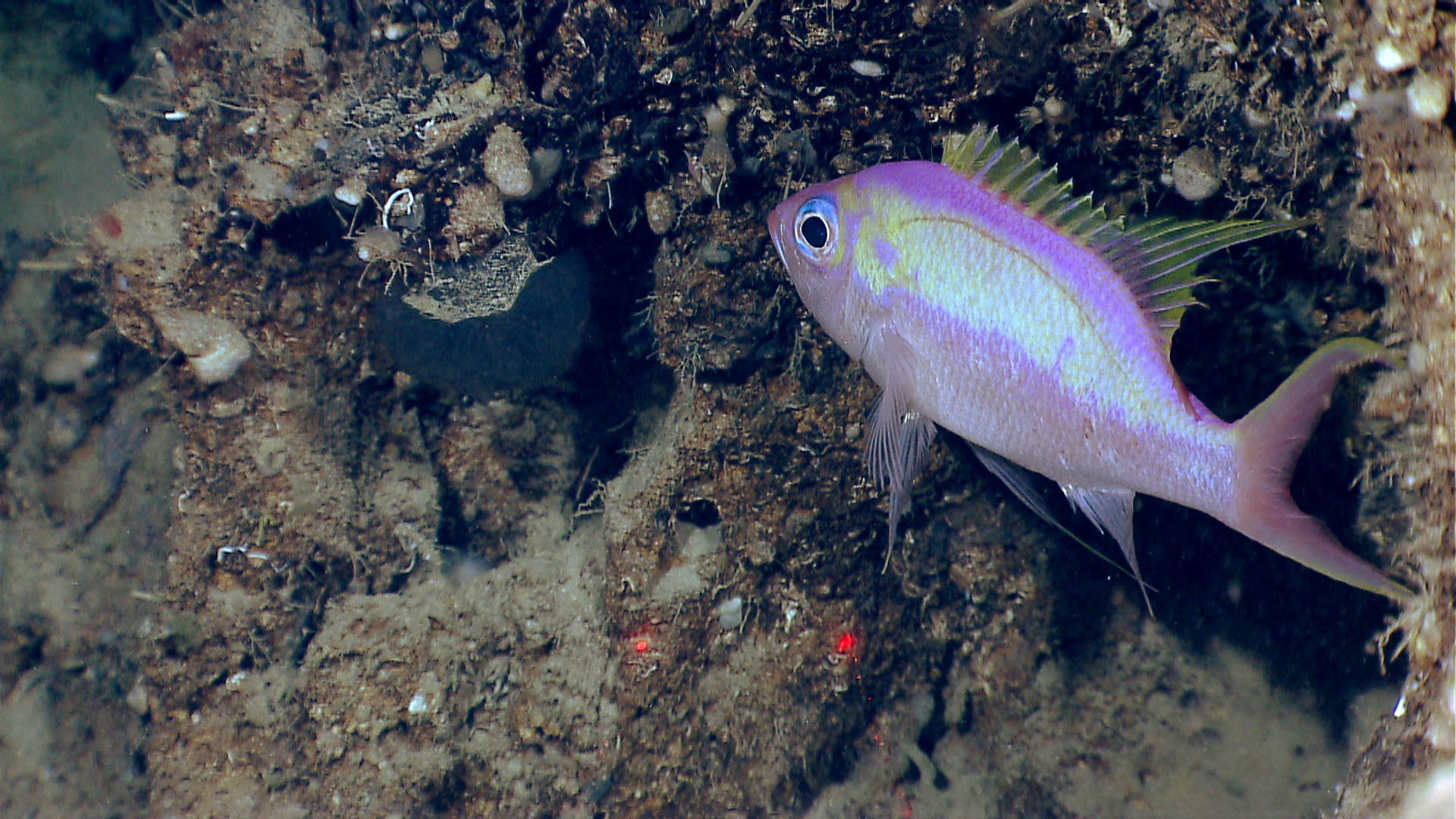
Anthias woodsi